# フィニアスとファーブ
『フィニアスとファーブ』（原題：Phineas and Ferb）はアメリカのテレビアニメである。アメリカではディズニー・チャンネルで2007年8月17日から、日本は2008年2月1日からディズニー・チャンネルで、2012年3月19日から2020年3月30日まではDlifeでも放送されていた。世界167カ国、35の言語で放送されている。現在ではディズニー公式サイトにあるディズニー動画やニコニコ動画の「フィニアスとファーブチャンネル」などで見ることも出来る。また、2020年から、アメリカの動画配信サービス「Disney+」にてフィニアスとファーブ/ザ・ムービー:キャンディス救出大作戦などの配信が開始された。（日本では9月4日から配信されている。）。

## あらすじ
フィニアスとファーブの義兄弟は夏休みを楽しむために、色々な遊びや疑問の解決、冒険をしようとタイムマシンや潜水艦などの発明品を作る。しかし、フィニアスの姉キャンディスはそれを人騒がせなイタズラと思い込んでいて、母リンダに告げ口しようとする。しかし両親はフィニアスとファーブが発明品を使用しているときはいつも外出しており、キャンディスが電話で告げ口しようとしても、実際に見たことが無いため信じてくれない。物語終盤で両親が帰宅する頃には、後述のペリーとドゥーフェンシュマーツの戦闘の影響や、偶然の重なりで毎回それらの発明品は跡形もなく消えてしまう。フィニアスたちとドゥーフェンシュマーツが顔を合わせることは基本的にない。
さらに、フィニアスとファーブのペットであるカモノハシペリーは、実はエージェントPというエージェントであり、ドゥーフェンシュマーツ博士の悪事を阻止するエピソードが同時進行で進む。ペリーがエージェントだということは、フィニアスやキャンディスをはじめ家族の誰も知らず、普段は何もしないただのカモノハシだと思っている。ただし特番や劇場版では、キャンディスがフィニアスたちの行いを母に言いつけることができたり、ペリーがエージェントPだとみんなにばれる特殊なエピソードも存在する。
また、ほとんどのエピソードでミュージカルシーンがあり、このアニメの特徴の一つとなっている。

## 起源

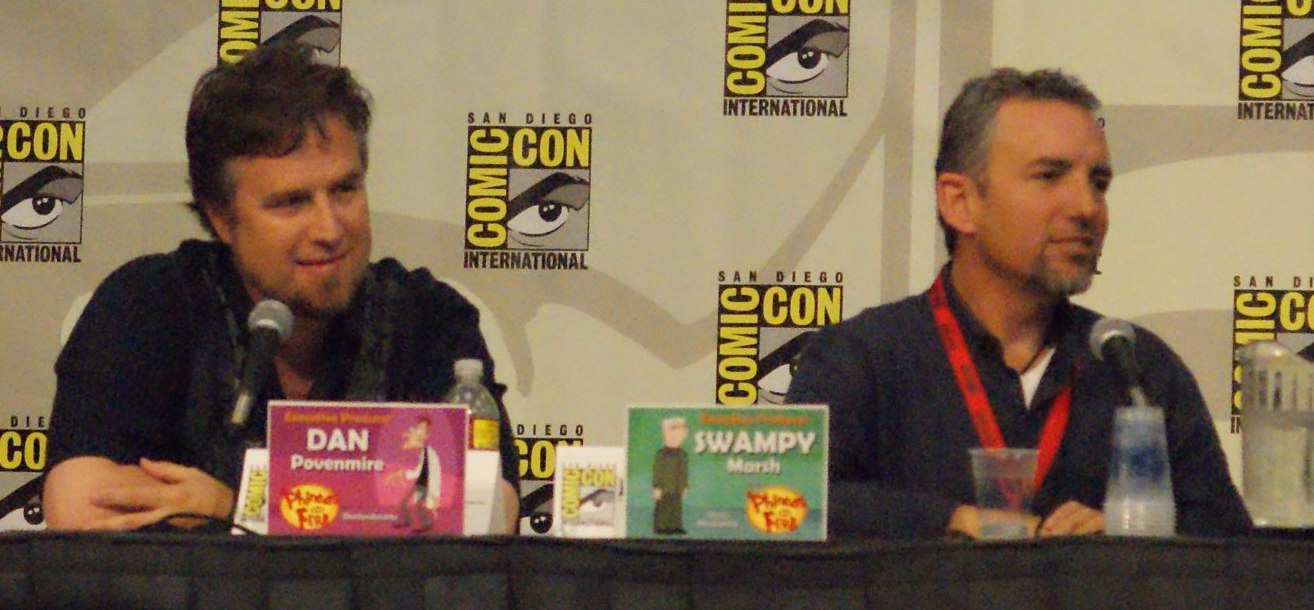
共同原作者であるダン・ポベンマイヤーとジェフ・“スワンピー”・マーシュ。2009年コミコンにて。

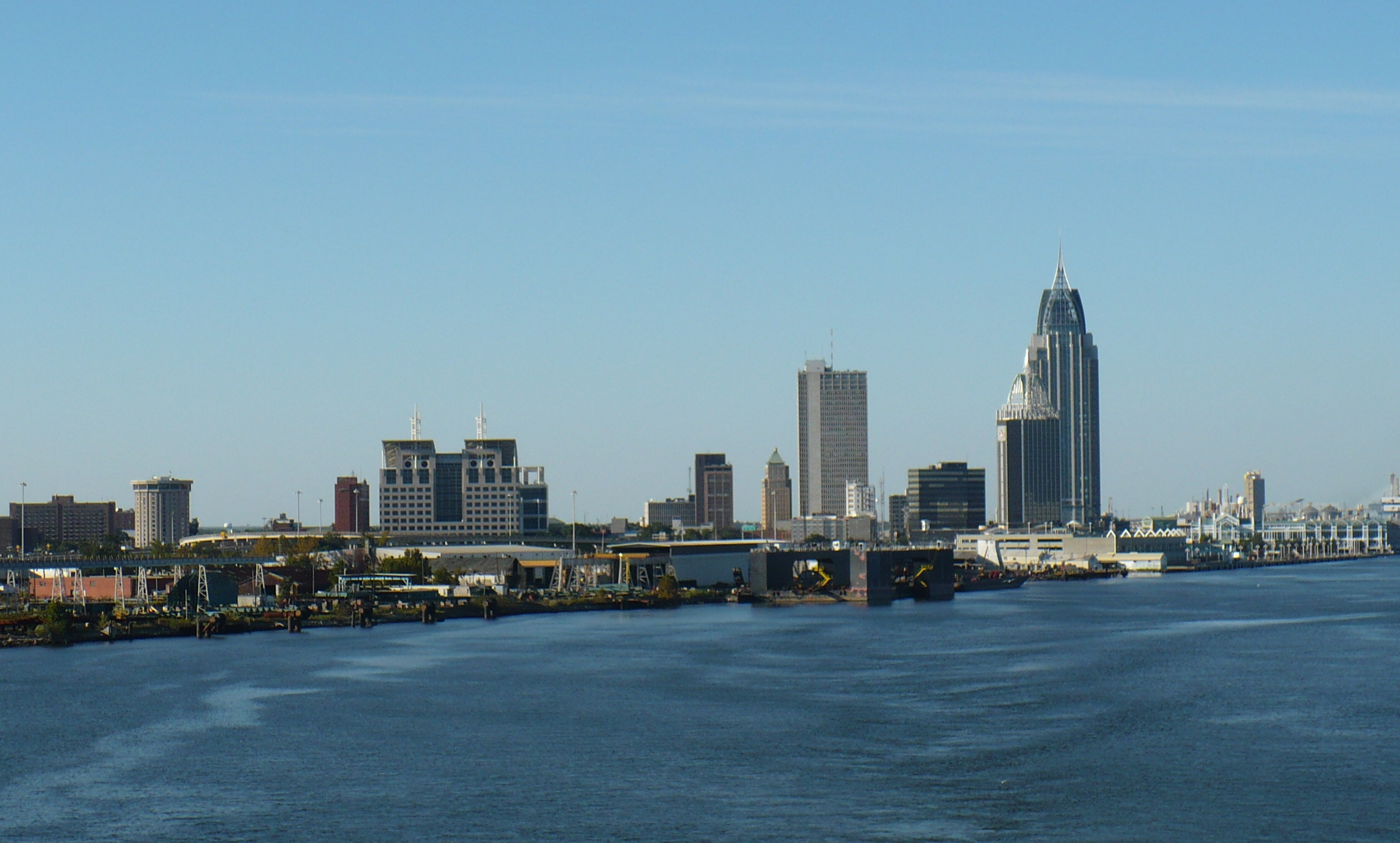
ポベンマイアが幼少期を過ごした町モービル。幼少期の思い出からヒントを得て、このアニメが出来上がっている

### 幼少期からのひらめき
ダン・ポベンマイヤーは、故郷のアラバマ州モービルに暮らしていたころ、母親に「夏休みだからと言って一日を無駄にしないように」と言われ、それがこの番組の根幹をなしている。言いつけを守るべく、ポベンマイヤーは庭に穴を掘ったり、ホームムービーを作ったりした。のちに彼は「母は、私に居間全体を黒い布で覆わせて、宇宙空間を演出させてくれました。それから私は小さな宇宙船の模型をつるして、スーパー8ミリフィルムで短編映画の撮影を行ったわけです」と振り返っている 。また、彼は芸術の分野に才能があり、緻密な画風の作品が多かった。
一方、マーシュは大きな混合家族の中で育った
。ポベンマイヤー同様、マーシュもまた、冒険に出かけたり、いつもとは違ったことをして夏休みを楽しく過ごしてきた。

### コンセプトが出来上がるまで
南カリフォルニア大学在学中、ポベンマイヤーは日刊の新聞漫画Life Is a Fishの連載を始め、その関連グッズから金を得ていた。
最終的に大学を中退したポベンマイヤーは、街角で人々の似顔絵を描いて生計を立てていたところ、コメディアンのトミー・チョンに見出され、彼の主演映画『ファーアウトマンだ！』のアニメーションパートをささやかながらも手掛けた。その後、プロのアニメーターとして生計を立てはじめたポベンマイヤーは『ミュータント・タートルズ』といったテレビアニメの仕事に参加した。一方マーシュはコンピュータ会社の営業・マーケティング部門の副部長を務めていたが、精神的な問題を抱え、辞職することになった。彼の友人たちは彼の作品集の制作を手伝い、アニメ業界に入るきっかけを作り出した。
ポベンマイヤーとマーシュは『ザ・シンプソンズ』のレイアウト担当として初めて一緒に仕事をした。二人はたがいのユーモアや音楽の趣味に共感し、すぐに意気投合した。その後自身初のオリジナル作品である、ニコロデオンのテレビアニメ『ロッコーのモダンライフ』で二人は脚本家チームの一員として参加した。カリフォルニア州サウス・パサデナのワイルド・タイムレストランで夕食を食べていた時、ポベンマイヤーはブッチャーペーパーに三角形の頭をした子供の絵をさっと描いた。それから、彼はそれをちぎり取ると、マーシュに電話をし新しい番組を作らないかと持ちかけた。
その落書きは、すぐさまキャラクターやデザインへと発展していった。 ポベンマイヤーは、「世界中の誰より道具をたくさん持っていた」彼の友人の名をとり、そのフィニアスに似た落書きをファーブと名付けた。
製作者コンビはこのアニメの幾何学的なキャラクターデザインは『ルーニー・テューンズ』のアニメーターテックス・アヴェリーへのオマージュであると語っている。

### 採用へ
番組の企画が通らなかった二人は、『ロッコーのモダンライフ』以降別々の道を歩んだ。マーシュはロンドンに移り、ポストマン・パットや Bounty Hamsterに携わった。一方ポベンマイヤーはフォックス放送で『ファミリー・ガイ』に携わる一方、『フィニアスとファーブ』の元となる作品の企画をカートゥーン ネットワークや Fox Kidsなどに送っていたが、企画の根幹部分が複雑すぎて視聴者受けしないとみなされ、採用されなかった。
ポベンマイヤーはあきらめず、ニコロデオンにも企画を送り、レベルの高い重役たちに見てもらったが、同じく複雑すぎるとのことで不採用となった。16年間あきらめずに企画を送り続けたところ、最終的にディズニーで採用された。当初ディズニーはその企画を採用しなかったが、その企画を取っておいてくれた。ポベンマイヤーはこれで交渉が終わったと考え、とっておいてくれると答えたということはくずかご行きになったことを意味すると考えていた。それゆえディズニーがその企画を採用してくれたことに対して、ポベンマイヤーは驚きを隠せなかった 。
ポベンマイヤーは「最初ディズニーは11分の番組を作るよう私に頼み、それからパイロット版でその頼みをかなえると、26話分作れるかどうかと尋ねられた」と話している。
また、ポベンマイヤーは低俗なユーモアを扱う大人向け番組『ファミリー・ガイ』に携わっていたことで、ファミリー向けチャンネルであるディズニーに採用してもらえなくなるのではないかと心配していたが、ディズニーチャンネルのオリジナルシリーズ部門副部長であるアダム・ボネットが『ファミリー・ガイ』のファンであり、ポベンマイヤーとのつながりを理解していたため、ポベンマイヤーの企画が通る一因となった。
2006年、企画が通った後、ポベンマイヤーとマーシュはディズニーの海外事業部の重役たちを相手に交渉をした。この際、二人は通常の脚本を用いる代わりに、ストーリーボードを書き上げ、それを動かしたうえでキャラクターを演じた。それから、ポベンマイヤーが効果音のついたアニメーションに声を当て、この画期的なアプローチにより、重役たちも彼らを支援しようと思えるようになった。

## 製作

### 脚本
この番組には4人のメインライターがおり、彼等は「フィニアスとファーブの計画の内容が魔法じみてはならない」といった厳しいガイドラインに従ってストーリーのアイデアを提供している。
ストーリーは毎週月曜日に行われる打ち合わせでチェックされ、そのあと脚本とストーリーボードがそれぞれ同時にチェックされる。大まかなデザインがつくられた後、会話やシーンなどについて細かく書かれたストーリーボードが出来上がり、脚本家たちは全スタッフの前でストーリーボードの内容を実演し、彼らの反応を基に内容を修正していき、このときキャラクターの会話に含まれるギャグなども加えられていく。
出来上がった回は、いずれも11分の話が2つ入ったかたちになる。

### アニメーション制作
この番組は、ラフ・ドラフト・スタジオ（韓国）、ワン・フィルム・プロダクション（台湾）、シナジー・アニメーションと鴻鷹アニメーション（いずれも上海）によって、ソフトウェアToon Boom Animationをもちいたアニメーションが製作されている。
ポベンマイヤーと、ザック・モンクリーフとジョン・ヒューズの3人とともに、アニメーションについての大まかな指示を出している。キャラクターの容姿や小道具・背景が幾何学的に描かれているといった要素は、テックス・エイヴリーのやり方を採用したものである。このことについて、ポベンマイヤーは「この番組には、エイヴリーの（後期の）作品にみられる生き生きとした描き方を少々参考にしています。」と話している 。なお、作中には毎回木や建物といった背景にイースターエッグとして、三角形が紛れ込んでいる。
このアニメの重要な要素として、明るい色遣いが挙げられる。このことについて、マーシュは「色々考えましたが、結局はキャンディにたどり着きます。この番組をうまく作る秘訣として、キャラクターを明るく色鮮やかに描き、草原の柔らかな緑色や柵の木の色合いといった背景をよりリアルに描くということが挙げられます。物語に出てくるすべてのもののためにも、彼等の世界というのは現実に根差すべきなのです」と話している。
キャラクターデザイナーは子供でも描けるようシンプルなキャラクターデザインにするよう努めた。また、マット・グレイニングが示した「キャラクターはシルエットだけでも見分けがつくようにすること」という鉄則に従い、キャラクターは遠くからでも見分けがつきやすいようにしたと、スタッフは話している。

### キャスティング
フィニアス役には ヴィンセント・マーテラが、ファーブ役にはトーマス・サングスターが採用された。ファーブ役のサングスターは、イギリスに7年間住んでいた経験があり、彼にとってその地は愛着のあるものとなっている。
二人の姉であるキャンディス役にはアシュレイ・ティスデイルが採用され、二人に協力的なところのあるいじめっ子のビューフォード役にはボビー・ゲイラー が選ばれ、ビューフォードに虐められつつも仲良くしている天才少年バルジート役には モーリク・パンチョリーが採用された。
フィニアスとファーブのペットであるカモノハシペリーの役にはディー・ブラッドリー・ベイカーが、フィニアスとキャンディスの母であるリンダ役にはキャロライン・レイ、フィニアスとファーブを尊敬するあまりファンサイトまで作ってしまった男の子アービング役には ジャック・マクブレイヤーが、キャンディスの親友であるステイシー役にはケリー・ヒューがそれぞれ選ばれた。また、製作者であるダン・ポベンマイヤーはドゥーフェンシュマーツ博士役で、ジェフ・“スワンピー”・マーシュはモノグラム少佐の役で出演している。
このほかにも、ドゥーフェンシュマーツの娘ヴァネッサ役にはオリヴィア・オルソンが、モノグラム少佐の助手であるカール役には タイラー・アレクサンダー・マンが選ばれた。フィニアスに片思いをする少女イザベラ 役にはアリソン・ストーナーが、イザベラ率いるファイヤーサイドガールズのメンバーの一人アディソン・スウィートウォーター役には マディソン・ペティスが選ばれた。
キャスト編成は責任を持って行われており、 ヴィンセント・マーテラや、キャンディスのボーイフレンドジェレミー役のミッチェル・ムッソはこの番組のターゲットとなる若年層への人気があるとみなされ、大役を任せた。
ポベンマイヤーとマーシュは、本当に一緒に仕事をしたいと感じた人物をゲストとして採用した。二人はゲストに「あなたが来ると、本当に番組が面白くなる」と言って、出演を頼み込んだ。
この番組には、 ティナ・フェイ、セス・マクファーレン、 デイヴィッド・ミッチェル、 ダミアン・ルイスといったテレビスター、 ケヴィン・スミス、クロリス・リーチマンやベン・スティラーといった映画スター、ボクシング選手の イベンダー・ホリフィールド、クレイ・エイケン、ケリー・クラークソン、ジャレット・リディックやチャカ・カーンといった歌手など、多くの分野の著名人がゲスト出演した。
ファーブの実父であるローレンス役に『ロッキー・ホラー・ショー』の脚本家リチャード・オブライエンが出演しているが、ポベンマイヤーとマーシュはティム・カリーやバリー・ボストウィックといった他のキャストにも出演のオファーをした。なお、オブライエン演じるローレンス役はだんだん出番が増えてきており、登場話数がシーズン中半数ほどを占めるようになった。

## ダンヴィル
英名は「Danville」。3つの州のジェファーソン郡に所属する。
市長はロジャー・ドゥーフェンシュマーツ。
フィニアスとファーブ達が住む町。3つの州の中心地であり、レースコースや博物館があり、近隣には海、ラシュモア山、森などがある。人口は241,000人。
ダンヴィルは制作者ダン・ポベンマイヤーの名前から、ジェファーソン郡は製作者ジェフ・“スワンピー”・マーシュの名前から。
フリン・フレッチャー家
フィニアスとファーブが住む家。裏庭がかなり広く、ビーチやラブ・ハンドルのコンサートをしたことがある。ペリーの地下司令室への通路も隠されている。
O.W.C.A（Organization Without a Cool Acronym）
アニマルエージェントの組織。日本語表記は「音の響きが鬱陶しい頭文字が頭にくる」略して「オ・ウ・カ」一匹一匹に個室が与えられる。
組織を取りまとめるフランシス・モノグラム少佐と見習いのカール（将来はカール中佐）で成り立っている
悪のドゥーフェンシュマーツ社（Doofenshmirtz Evil Incorporated）
博士は38階（65階?）にあるマンションの屋上のペントハウスに住んでいる。灯台に間違われることも。
ショッピングモール

タウンホール

スマイルアウェイ少年院（Smile Away Reformatory School）
第16話でフィニアスとファーブが収容された少年院。
ドゥルースルスティン（Drusselstein）
ドゥーフェンシュマーツ博士の生まれ故郷ギンメルシュトゥンプ（Gimmelshtump）がある。
ヨーロッパの国で、主な輸出品はドゥンクル・ベリー。細長い形状をしている。

## エピソード
※米ディズニー・チャンネルの日程
| シーズン  | エピソード数 | 初回放送日    | 最終放送日     |
| --------- | ------------ | ------------- | -------------- |
| シーズン1 | 26           | 2007年8月17日 | 2009年3月20日  |
| シーズン2 | 39           | 2009年3月27日 | 2011年2月11日  |
| シーズン3 | 35           | 2011年3月4日  | 2012年11月30日 |
| シーズン4 | 37           | 2012年12月7日 | 2015年6月12日  |
| シーズン5 | 未定         | 2025年6月5日  |                |

## 特別放送概要
フィニアスとファーブのクイズ！変わったカモ？（2009年2月28日）

フィニアスとファーブのクイズ！変わったカモ？2（2010年8月7日）

フィニアスとファーブ ベストソングカウントダウン
視聴者の投票で選ばれた挿入歌を放送するというもの。新エピソードはシーズン2の37話、38話の「ベストソング・カウントダウン」、「タイムマシンで大騒ぎ」
フィニアスとファーブ 汗かきお絵かき大作戦 (2011年2月19日)
フィニアスとファーブの絵描き歌などをエピソード合間に放送するというもの。現在、その絵描き歌はディズニー動画で配信されている。
特別エピソード「フィニアスとファーブ／夏はキミのもの！」が日本初放送として放映された。
フィニアスとファーブ 汗かきお絵かき発表会 (2011年5月9日 - )
上の企画のイラストから視聴者の投稿の中から優秀作品をエピソードの間に放送するというもの。発表されたイラストにフィニアスとファーブ達がコメントを付けた。
「フィニアスとファーブ／ジェットコースター ザ・ミュージカル」が日本初放送として放映された。
フィニアスとファーブ 29時間半テレビ日本全国ペリーマラソン（2011年8月18日）
この企画はフィニアスとファーブの作品を29時間半ディズニー・チャンネルで放送するというもの。ここで「フィニアスとファーブ/ザ・ムービー」の予告編も放送された。
放送中にペリーが出てきて日本全国各地をマラソンするようになっており、それに合わせてペリーの被り物が横浜だと肉まんの被り物をしているなどご当地ペリーが見られた。
フィニアスとファーブ／ザ・ムービー史上最大の初放送＆みんなでえらぶ！ベスト・エピソード・カウントダウン（2011年10月15日）
この放送は、「フィニアスとファーブ/ザ・ムービー」の日本初放送を記念とした特別編成。ナビゲーターは芸能人の「オードリー」。
「みんなでえらぶ！ベスト・エピソード・カウントダウン」は、視聴者が投票してもっとも人気が高かったエピソードを放送するというもの。ランキングの合間には、オードリーの二人がモニターにいるフィニアスやイザベラと会話をするシーンなどもあった。なお、オードリーの二人は「フィニアスとファーブ/ザ・ムービー」に出てくる衣装を着ていた。
ディズニー・チャンネル クリスマス（2011年12月3日）
「フィニアスとファーブのクリスマス・バケーション」が日本初放送として放映された。
フィニアスとファーブ みんなで歌っちゃいネーター！（2011年12月17日）
「フィニアスとファーブ ベストソング・カウントダウン」、「フィニアスとファーブ/ザ・ムービー」など複数の話において、番組中の挿入歌の曲の歌詞字幕付きで放送する特別編成。
フィニアスとファーブ クイズ！いたのかハカセ（2012年2月6日 - 10日）
番組の放送中、本編に紛れている博士を見つけ、応募すると豪華プレゼントがもらえるという特別編成。のちに答え合わせエピソードも放送することになる。
フィニアスとファーブ 発掘！カコノハナシ・ペリー (2012年4月21日)
「3つの州の石器時代／イザベラ王女を救え」「伝説の剣エクスカリファーブ」「エージェント・ドゥーフェンシュマーツ／フィニアスとファーブ なぁーにしてるの伝説」を初放送した。
ディズニー・チャンネル スゴトモ (2012年5月26日)
「フィニアスとファーブのタワー脱出／ペリーの失われた記憶」が日本初放送として放映された。
フィニアスとファーブ 熱闘！ペリー・スポーツ（2012年8月14日 - 15日）
番組の放送中の下画面（「ヨコナガ・スタジアム」）に、カモノハシペリーとドゥーフェンシュマーツ博士が出てきてスポーツに対決し、どちらが勝ったかを専用のチェックシートにマークして、応募するというもの。
フィニアスとファーブ ペリーどこだ？＆フィニアスとファーブ カモノフォト・グランプリ（2012年10月6日、20日）※カモノフォト・グランプリは20日のみ
シーズン3の「ペリーどこだ？」の日本初放送を記念して「ペリーどこだ？パート1」が初放送された。この時は「ペリーどこだ？さよならサタデー」と名付けられ、のちに20日に放送する「ペリーどこだ？パート2」の初放送では「ペリーどこだ？おかえりサタデー」と名付けられた。
6日に関してはフィニアスとファーブの新エピソードと「ペリーどこだ？パート1」の間にディズニー・チャンネルオリジナルアニメーションの「怪奇ゾーン グラビティフォールズ」の第1話先行放送。
20日には「ペリーどこだ？パート1」の総復習放送と、「フィニアスとファーブ カモノフォト・グランプリ」が番組の合間に放送された。
フィニアスとファーブ もりもり歌っちゃいネーター！（2012年12月3日 - 6日）
昨年放送した特別編成「フィニアスとファーブ みんなで歌っちゃいネーター!」のパワーアップ版。昨年含まれなかったエピソード（97話の「ペリーどこだ？」など）も歌詞字幕で放送されている。
フィニアスとファーブ カモノチョコからの挑戦状（2013年2月4日 - 8日）
バレンタインにちなんで、キャンディスやイザベラなどの恋愛エピソードを5日間集めて放送したもの。
ケロッグのキャンペーンで先行放送していた「ドゥンクル・ベリーを探しに行こう／ビューフォードの恋」を放送した。
フィニアスとファーブ 5日で分かる博士のできるまで (2013年6月10日 - 14日)
ドゥーフェンシュマーツ博士の過去に関するエピソードを放送するというもの。「過去をふりかえりまショー」が新エピソードとして放送された。
フィニアスとファーブ 悪のドゥーフェンシュマーツ放送局（2013年8月9日 - 10日）
33時間にわたりドゥーフェンシュマーツ博士を中心としたエピソードが放送された。番組中、博士に変えられてしまったディズニーチャンネルのロゴをペリーが直し、その回数を応募すると豪華プレゼントがもらえるという特別編成。特別編成のはじめとおわりには「町中が大停電！／昨日やったこと」「ハエになったキャンディス／初めての車」が初放送された。番組の合間にはドゥーフェンシュマーツ博士、ヴァネッサ、ノームのジングルや、悪のドゥーフェンシュマーツ社歌、ネーター紹介なども放送された。
なお、CM最中には「悪のドゥーフェンシュマーツ社」の社歌が流れた※日本オリジナル
フィニアスとファーブ35時間テレビ カモノグルメ博覧会（2014年8月8日 - 9日）
フィニアスとファーブをモチーフとしたグルメ、カモノグルメをテーマに史上最長の35時間連続放送する。エピソードのオープニングがカモノグルメの写真になったり、エピソードの後にお料理コーナーがつく。また、新エピソードである「完璧じゃないピクニック／ダンヴィル世界博覧会」と、「フィニアスとファーブ 夏を取り戻せ！」が放送される。番組の中に出て来るキーワードを集めると、抽選でプレゼントが当たる。
ディズニー・チャンネル フレッシュ・ラッシュ！ (2014年11月1日)
「ラブレター回収作戦／男の子になったキャンディス」が日本初放送として放映された。
フィニアスとファーブ 新作パニック どうなる？ダンヴィル (2015年2月7日)
「フィニアスとファーブ／ゾンビの街ダンヴィル」が新エピソードとして放送された。
フィニアスとファーブ カモノラブ・パーティー！（2015年6月13日）
ファンが選んだお気に入りエピソードの結果発表や番組の合間には、“みんなで応募！カモノラブ・グランプリ”でご応募いただいた作品を紹介している。また、新エピソードである「もう子供じゃいられない」と、「フィニアスとファーブ／夏休み最後の日」が放送される。これがフィニアスとファーブの新エピソードで放送される作品としては、最後となる。「フィニアスとファーブ35時間テレビ カモノグルメ博覧会」に引き続き、番組の中に出て来るキーワードを集めると、抽選でプレゼントが当たる。
ディズニー・チャンネル オール新作ミッション (2015年10月12日)
「フィニアスとファーブ番外編 O.W.C.A.ファイル」が日本初放送として放映された。
チビ・タイニー・テイルズ フィニアスとファーブ (Chibi Tiny Tales、2020年、WEBアニメ)
ちびキャラになったフィニアスとファーブたちの短編アニメ。

#### フィニアスとファーブ 新シーズンスタート大作戦 (2025年8月9日)
シーズン5の日本語吹き替えが完了したことに伴い、日本初放送となることを記念して、新シーズン放送開始前の2時間半にわたり、特別エピソードを3話連続放送された。19時以降は、映画『フィニアスとファーブ／ザ・ムービー：キャンディス救出大作戦』が放送された。

## 評価

### 批評
この番組はおおむね好意的に受け入れられており、ジェイク・ギレンホール、ボブ・ユーバンクス、ベン・スティラー、チャカ・カーン、ジェフ・サリバン、アンソニー・ラパーリアらこの番組のファンだと公言している大人の著名人もいる。
ニューヨーク・タイムズは、「この番組はスパイもののストーリーが並行する、マジックリアリズムに満ちた『ファミリー・ガイ』である。ポップカルチャーへのパロディーはあちこちにあるが、安っぽくならずにうまい具合にそれらが組み込んである」と評している。
USAトゥデイのホイットニー・マシソンは、自身のブログ "en:Pop Candy"において、「この番組は子供向け番組において大きな業績であり、アニメ版Parker Lewis Can't Loseと言っても過言ではない。」と評価している。
コモン・センス・メディアのエミリー・アシュビーは、この番組のユーモアとストーリーを評価し、5つ星満点中3つ星をつけた。
シアトル・タイムズは番組のストーリーについて高く評価し、主人公二人を若きヒーローと評した。
バラエティは、この番組を「おふざけと賢明さが同居した番組」と評し、どの年齢層でも楽しめると評し。同じような評価はこの番組の大人のファンを増やすのに一役買っている。たとえば、エラスティック・ポップスのレベッカ・ライトは、「大人だけど、私はこのアニメのDVDを見て楽しみました。これは家族みんなで楽しめる作品だと私は思います」とDVD第1巻を評しており、この番組はThe Adventures of Rocky and Bullwinkleのシニカルなユーモアに通ずるところがあるとしている。
WIREDのマット・ブルームは、「この番組を見る子供たちの反応を見守るのも楽しいけど、ほんとは子供たちと一緒に楽しみたいくらいです。」と評している。
この番組に対する否定的な評価の多くはオリジナリティの欠如を指摘している。トゥーン・ゾーンのマキシー・ゼウスは、「この番組はオリジナルティが欠けており、元ネタとなった作品の良いところが削げ落ちているのが明らかだ」とし、一部のセリフや“お約束”が他作品からの引用であるとすら感じていると評している。Sun Coast Todayのケビン・マクドノーは、この番組の複雑なプロット、目まぐるしいアクション、何でもやってのけてしまうキャラクターの行動について批判し「この番組は子どもたちを楽しませたいのかティーンエイジャーっぽいおふざけを愛する大人のスタッフたちを楽しませたいのかはっきりしない。」と話している。
ハリウッド・レポーターのマリリン・モスは、「この番組は思慮が大きく欠けているが、すべての年代の子供たちにとってはその中にユーモアを見出すかもしれない」とし、プロットの冗長さを批判しつつも、番組中の音楽とゲストキャラクターの登場に関しては評価した。

## 放送局
一部が未放送となったり、順番を入れ替えて放送されることがある。
| - ディズニー・チャンネル - Dlife（ - 2020年3月31日） - ディズニーXD（ - 2021年1月31日） |

## ゲーム
- Phineas and Ferb (Nintendo DS)
- Phineas and Ferb RIDE AGAIN (Nintendo DS/Wii)
- Phineas and Ferb: Across the 2nd Dimension (Nintendo DS/PS3 PSP/Wii)
- Disney Channel All Star Party (Wii)
- Disney Universe (PlayStation 3/Xbox 360/Wii/Microsoft Windows)
- Phineas and Ferb: Quest for Cool Stuff (Wii U/Wii/Nintendo 3DS/Nintendo DS/Xbox 360)
- ディズニーインフィニティ (Nintendo 3DS/Wii U)

## 関連商品
音楽
- Disney Channel Playlist（CD）
- フィニアスとファーブ サウンドトラック（CD）

映像
- フィニアスとファーブ／ザ・ムービー（DVD&Blu-ray）
- フィニアスとファーブ／今日はこれで決まりだ！（DVD&Blu-ray）
- フィニアスとファーブ／メリー・ペリー・クリスマス（DVD&Blu-ray）
- フィニアスとファーブ／ペリーファイル（DVD&Blu-ray）
- フィニアスとファーブ／ペリー・ファイル:アニマル・エージェント（DVD&Blu-ray）
- フィニアスとファーブ／マーベル・ヒーロー大作戦（DVD&Blu-ray）
- フィニアスとファーブ／スターウォーズ大作戦（DVD&Blu-ray）

書籍
- フィニアスとファーブ 最強ゴキゲンBOOK（ムック）
- フィニアスとファーブ ザ・ペリー・ブック（ムック）
- フィニアスとファーブ カーレースに出よう!（小説）
- フィニアスとファーブドッキリおばけ屋敷（小説）
- さがして! みつけて! ディズニー フィニアスとファーブ（絵本）
- ディズニー フィニアスとファーブ エージェントP大百科（辞典）
- フィニアスとファーブ 火星へ行こう!（小説）
- フィニアスとファーブ 最強ゴキゲンコミック（漫画）
- フィニアスとファーブ 史上最大の飛行機づくり （小説）

## その他
- 本作品で何度か惹かれ合うかのような描写をされてきたファーブとヴァネッサをそれぞれを演じているトーマス・サングスター（英）とオリヴィア・オルソン（英）は、映画『ラブ・アクチュアリー』（英）でもサムとジョアンナとして互いの相手役を演じている。
- 87話の「なーにしてるの伝説」でエージェントＰが登場するシーンでイザベラが二人いる。
- 238話「夏はキミのもの！パート2」ではスポンジ・ボブのパロディシーンがある。